# 爱德华多·科蒂尼奥
爱德华多·科蒂尼奥（葡萄牙語：Eduardo Coutinho，1933年5月11日—2014年2月2日），是一名巴西的电影导演、编剧和演员。
1967年，爱德华多·科蒂尼奥开始编剧，包括《The ABC of Love》，并获奖进入第十七届柏林电影节。
2014年2月2日，他疑被谋杀，死于巴西里约热内卢，享年80岁。

## 其他链接
- Eduardo Coutinho在互联网电影资料库（IMDb）上的資料（英文）